# Waschhaus (Saint-Soupplets)

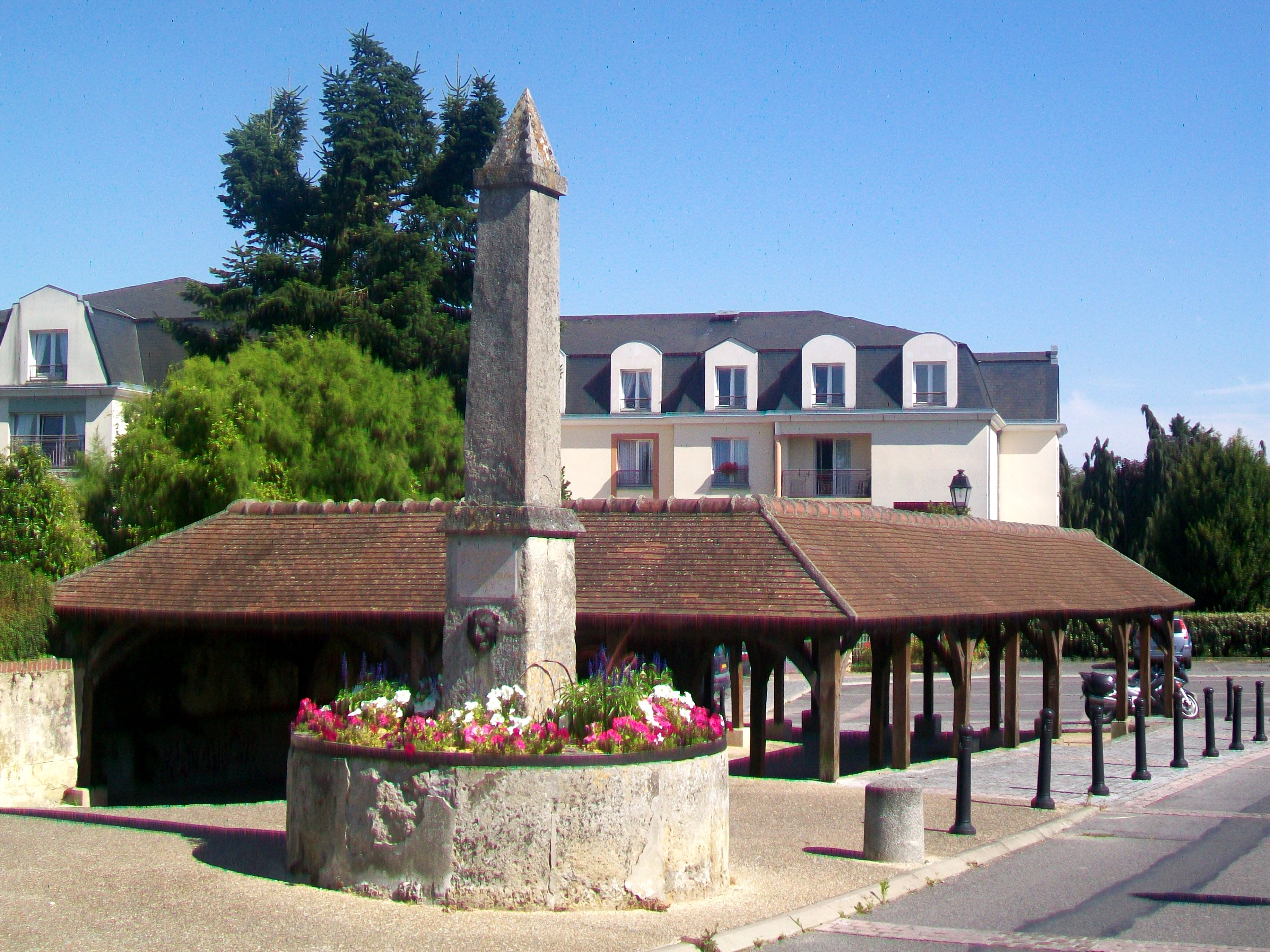
Waschhaus und Brunnen in Saint-Soupplets

Das Waschhaus (französisch lavoir) in Saint-Soupplets, einer französischen Gemeinde im Département Seine-et-Marne in der Region Île-de-France, wurde 1855 errichtet.
Das öffentliche Waschhaus in der Rue de la Fontaine wird vom danebenstehenden Brunnen gespeist. Das ungewöhnlich große Gebäude besteht aus einer Holzkonstruktion.
Im Jahr 1985 wurde das Waschhaus renoviert.